# 特尔马斯-德里奥翁多

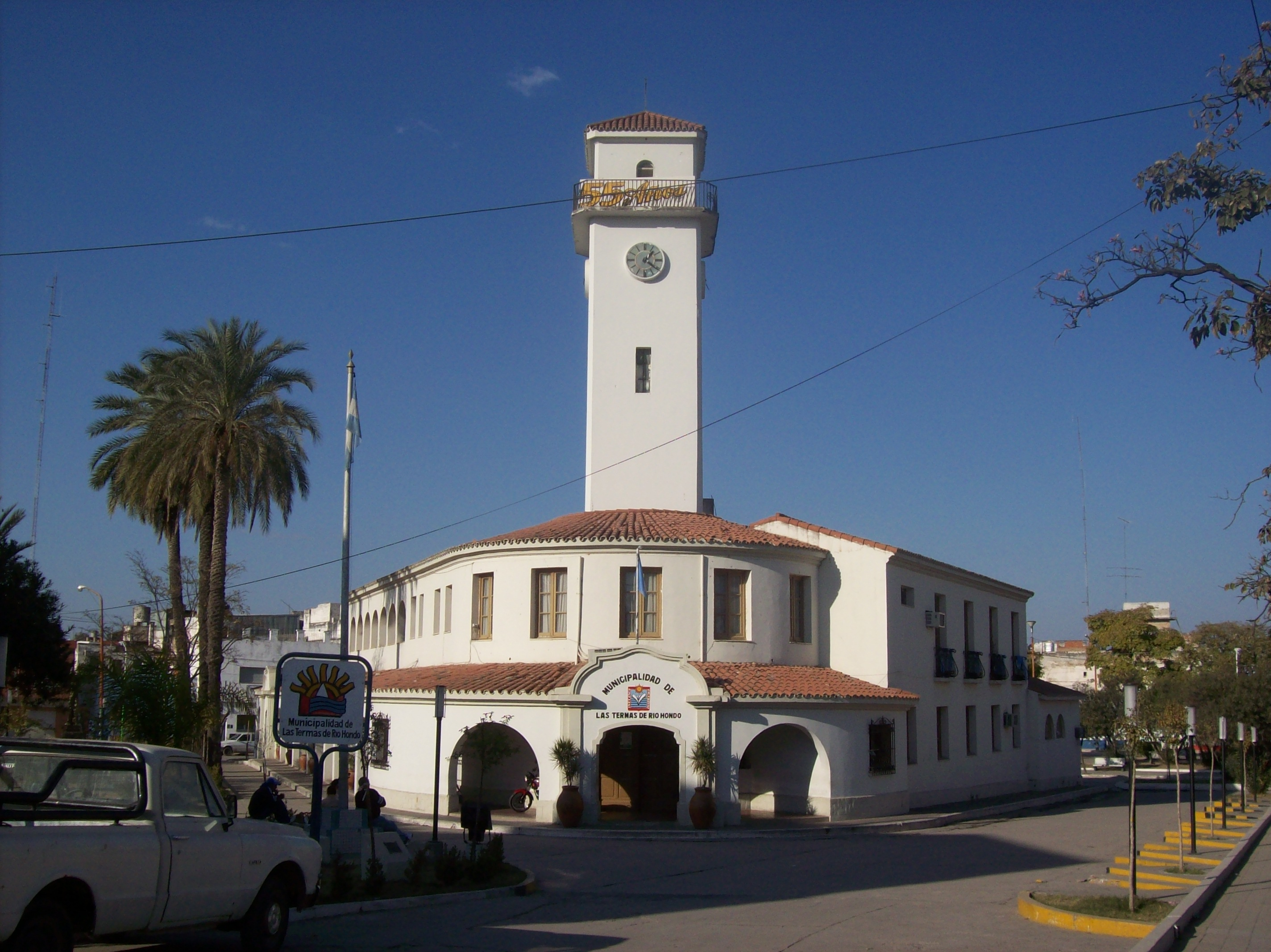
特尔马斯-德里奥翁多

27°29′S 64°52′W / 27.483°S 64.867°W
特尔马斯-德里奥翁多（西班牙語：Termas de Río Hondo），是阿根廷的城市，位於該國北部聖地亞哥-德爾埃斯特羅省，是里奧翁多縣的首府，處於聖地亞哥-德爾埃斯特羅以北65公里，海拔高度265米，2010年人口32,166。